# Мага Петро Петрович
Петро́ Петрович Ма́га (нар. 12 липня 1971, с. Страж) — український актор, поет-пісняр, телеведучий, сценарист, режисер масових заходів. Художній керівник київського театру «Особистості», один з ведучих телепрограми «Шустер LIVE». Автор пісень для Павла Зіброва та багатьох інших українських співаків. Народний артист України (2015).

## Життєпис
Народився у сім'ї залізничників.
У 1987 році закінчив Чопську СШ № 1 з російською мовою навчання. Ще у шкільному віці став лауреатом Всесоюзного театрального фестивалю агітколективів.
У 1987—1989 рр. працював будівельником і слюсарем-дизелістом локомотивного депо в Чопі (Львівська залізниця).
З 1989 по 1993 роки навчався на акторському факультеті Київського державного інституту театрального мистецтва імені Карпенка-Карого.
З 1993 по 1999 рр. — актор театру ім. О.Кобилянської в Чернівцях.
З 1999 року — постійний режисер Театру пісні Павла Зіброва. Актор, сценарист і режисер багатьох концертних вистав у Національному палаці «Україна». Автор текстів пісень, які виконують Павло Зібров, Ірина Білик, Таїсія Повалій, Лариса Доліна, Йосип Кобзон, Іво Бобул, Лілія Сандулеса та інші виконавці.
Автор п'єси «Задунаєць за порогом» (Театральна компанія «Бенюк і Хостікоєв»).
У 1999—2007 рр. — ведучий програми «Телефортуна» на «Першому національному» телеканалі, потім на телеканалі «Інтер».
З 2008 по 2017 року — співведучий телепрограми «Шустер LIVE».
З 2017 по 2021 рр. є ведучим рубрики «Голос народу» в рамках програми «Вечірній прайм» на каналі «112 Україна», а потім на Першому незалежному.
З 2023 року є ведучим каналу «Ukraine World News».
Автор тексту гімну Київського університету імені Бориса Грінченка.

### Сім'я
У 1990 році одружився з однокурсницею Тетяною Романською. Дві дочки: Марія (студентка факультету режисури драми КНУ ТКіТ ім. Карпенка-Карого) та Надія.

## Творчість

### Драматург
- «Лускунчик і чарівний кракатук»
- «Новорічний детектив, або Крижана пісня Снігової Королеви»
- «Як ми врятуємо світ?!»

### Актор
Театр «Особистості» (м. Київ)
- 2017 — «Як кум до куми…», реж. Марія Мага
- 2018 — «Мина Мазайло» за однойменною п'єсою Миколи Куліша; реж. О. Швець
- 2019 — «День тиші» Сергія Пономаренка; реж. Анна Козирицька